# Parada Parowozów

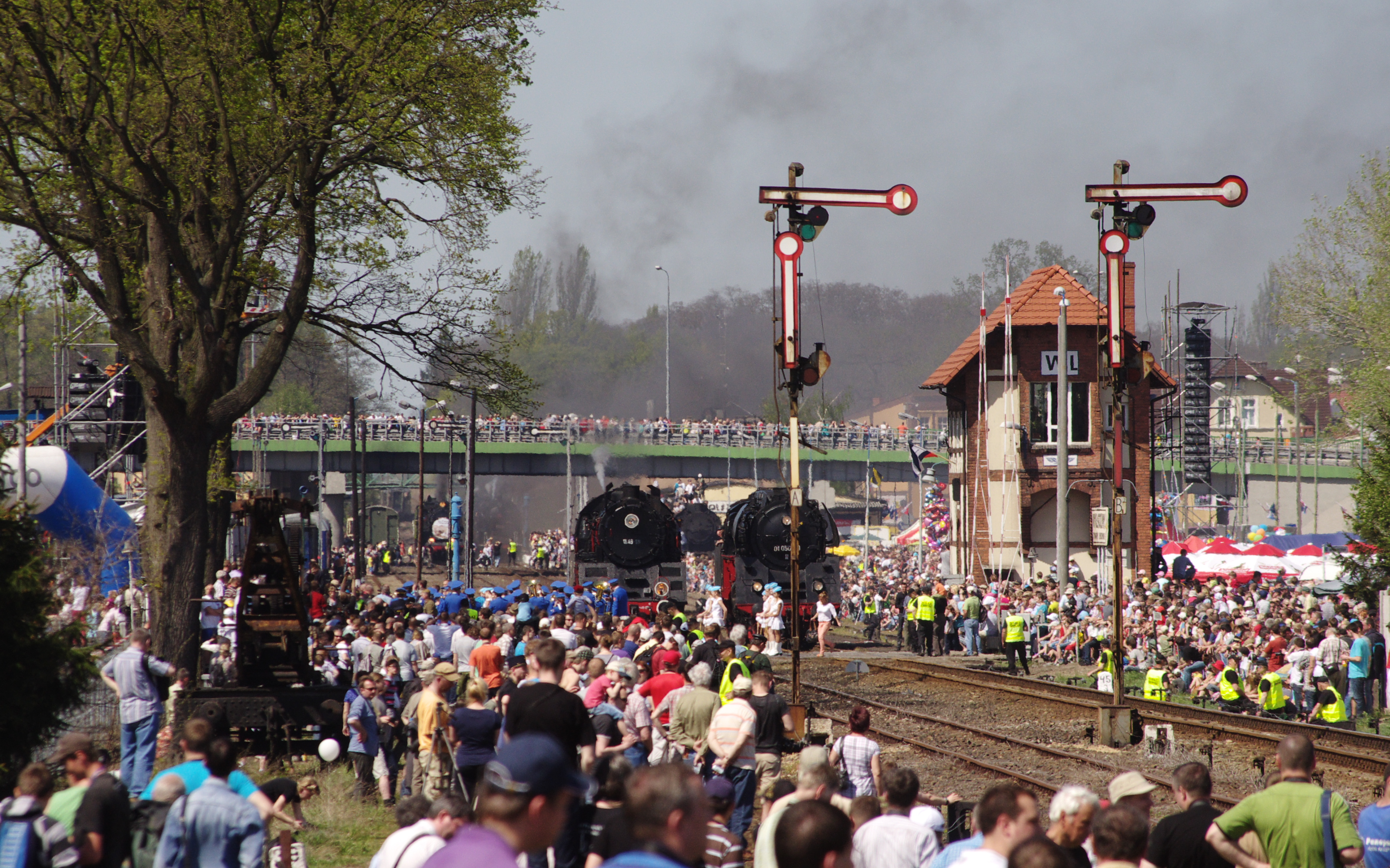
Parada Parowozów w 2012 r.

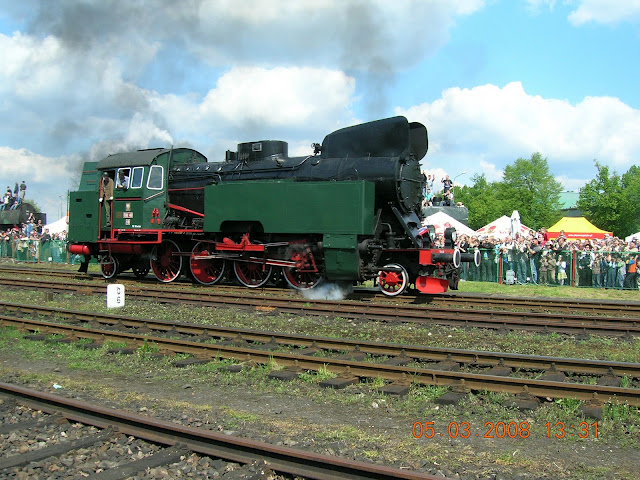
Parowóz TKt48-18 podczas Parady Parowozów 2008

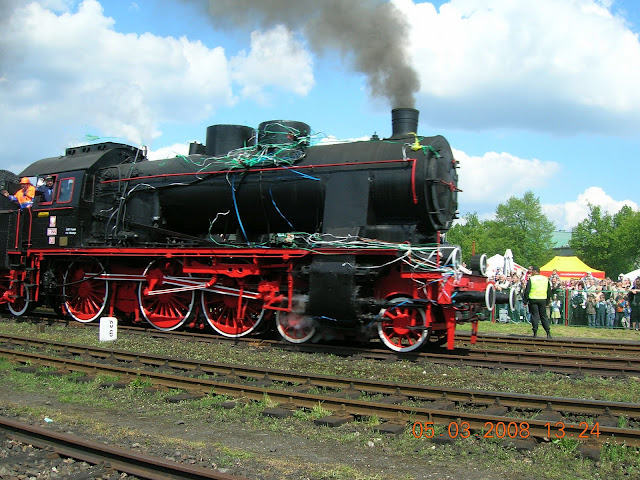
Parowóz Ok22-31 podczas Parady Parowozów 2008

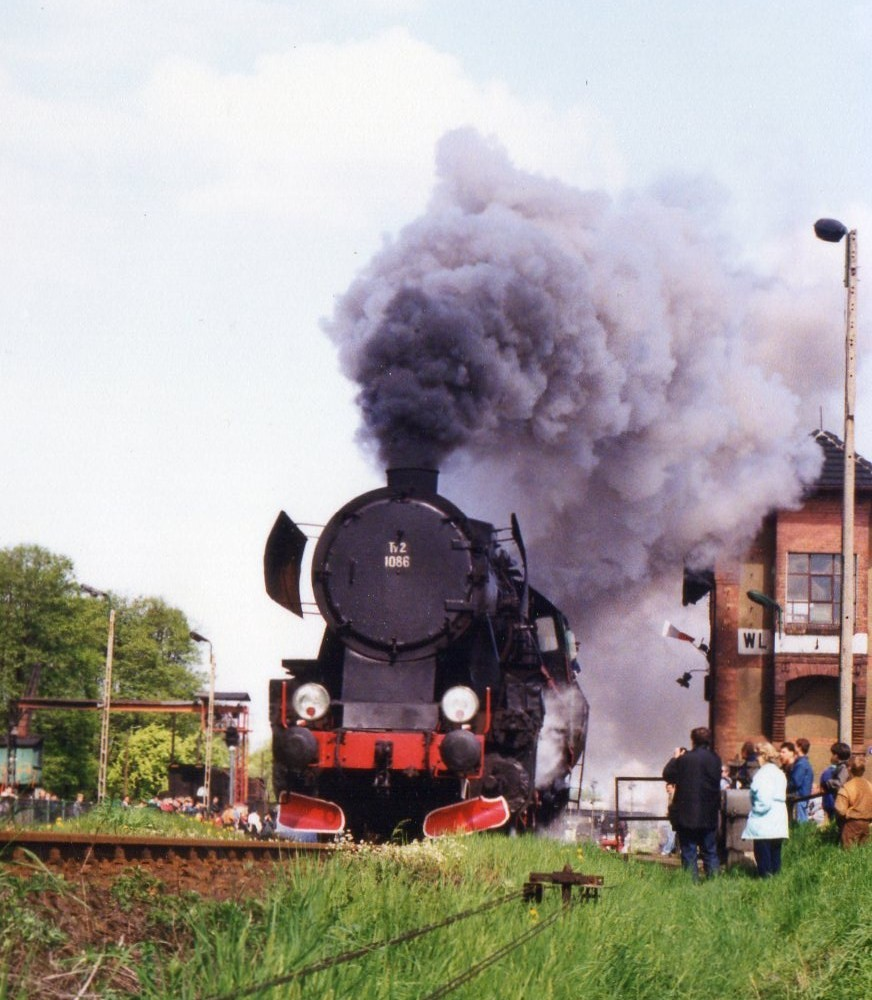
Parowóz Ty2-1086 podczas parady w 1994

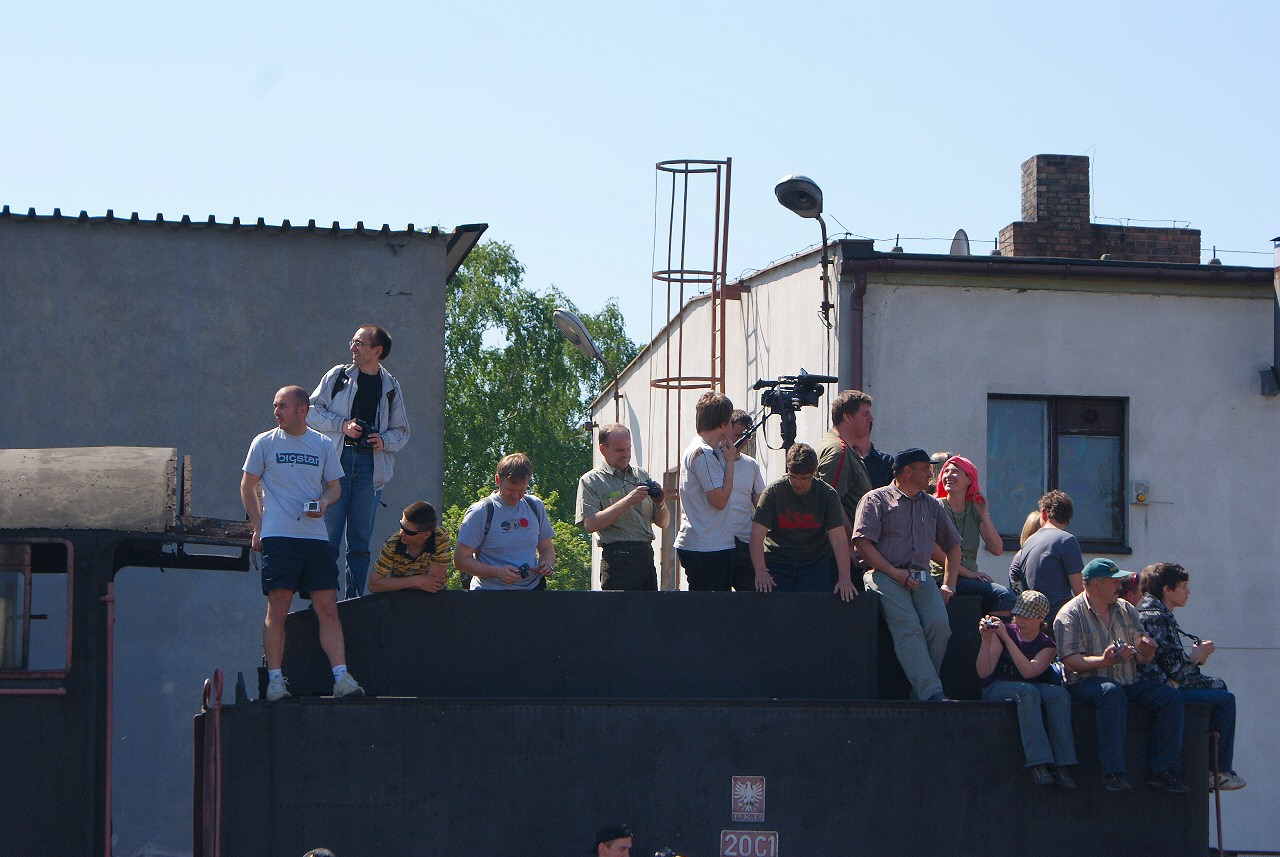
Miłośnicy kolei fotografujący paradę

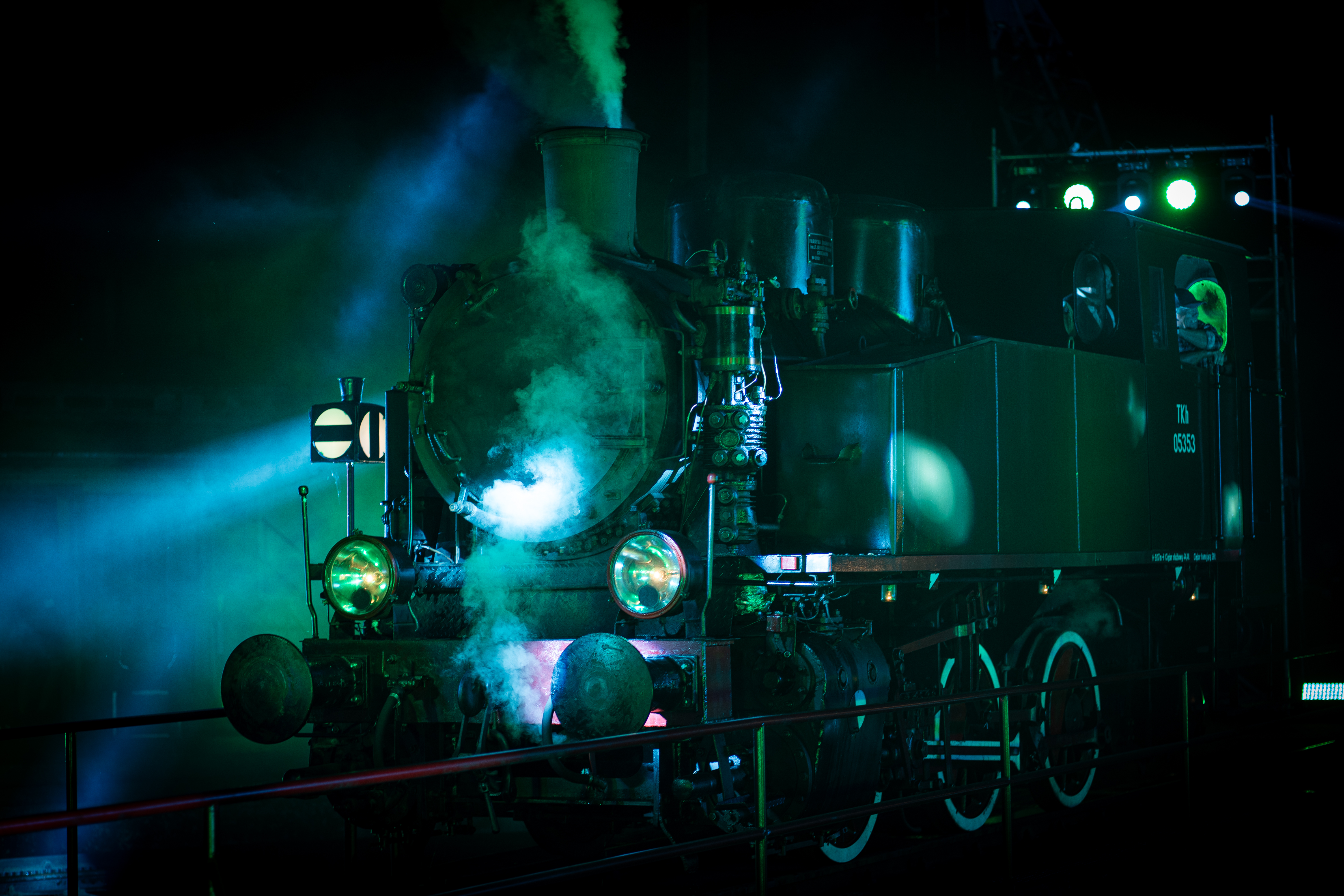
XXVIII Parada Parowozów Wolsztyn 2024

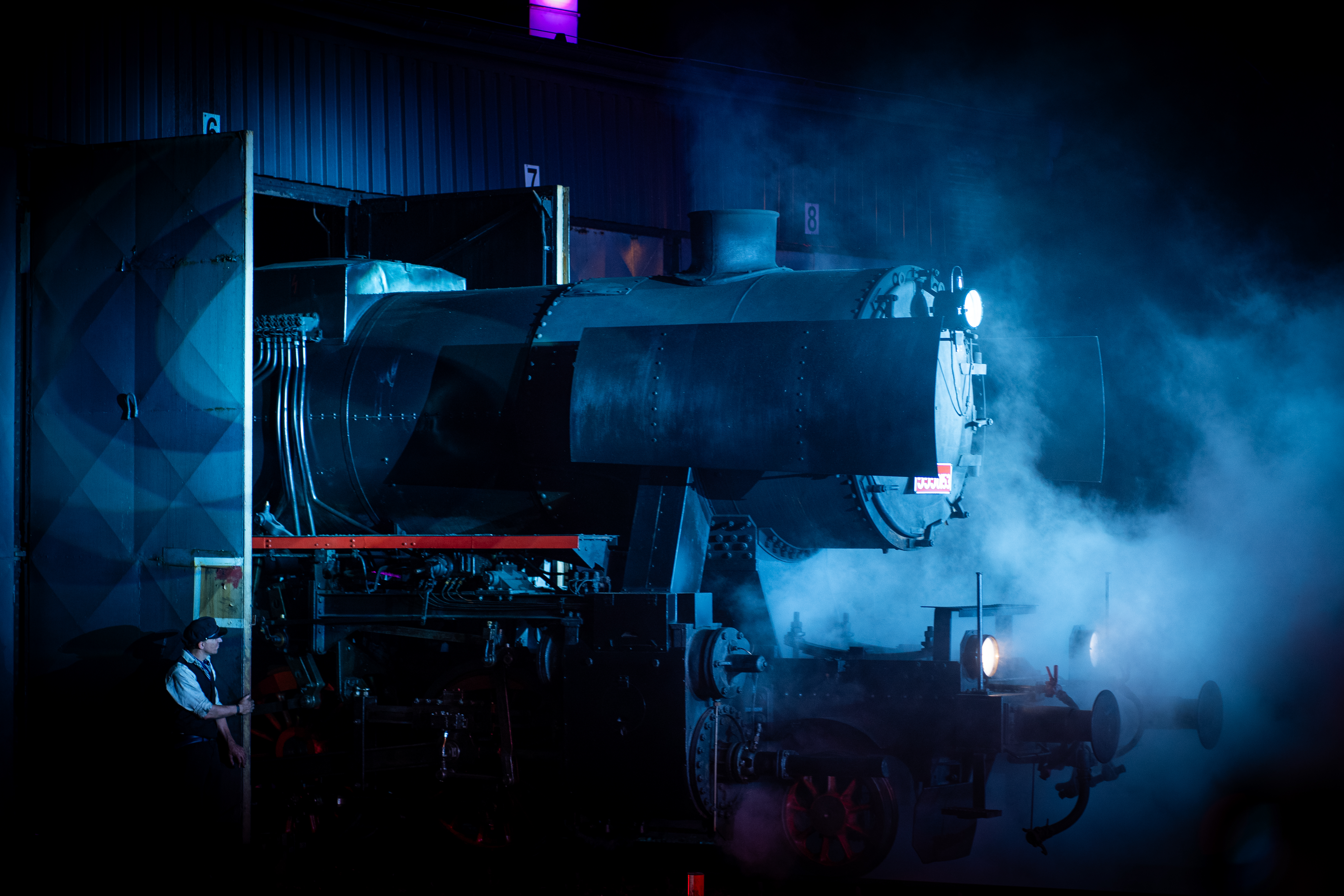
XXVIII Parada Parowozów Wolsztyn 2024

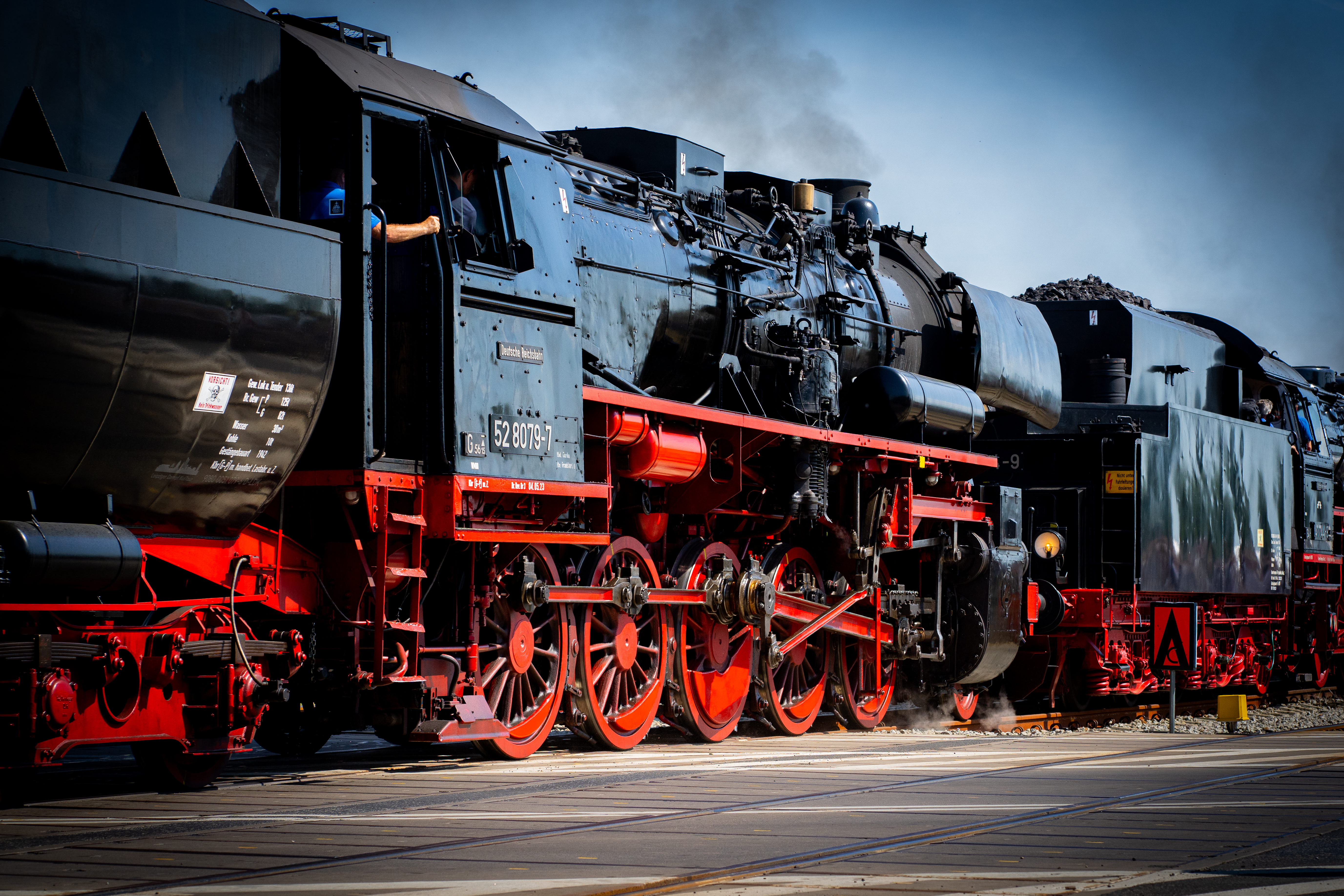
XXVIII Parada Parowozów Wolsztyn 2024

Parada Parowozów (zwana także: Parowozowy Show) – dorocznie wydarzenie o charakterze turystycznym organizowane przez PKP Cargo na terenie Parowozowni Wolsztyn. Parada Parowozów w Wolsztynie jest kulminacyjnym punktem programu Dni Ziemi Wolsztyńskiej. 

## Historia
Parowozownia we Wolsztynie powstała w 1907 roku. W skład pierwszego kompleksu parowozowni wchodziła czterostanowiskowa hala, wieża wodna, kanał oczystkowy i zasiek węglowy. W 1909 roku budynek parowozowni rozbudowano do ośmiu stanowisk, w 1912 roku zbudowano także obrotnicę o średnicy 16 metrów. Od powstania parowozowni w Wolsztynie stacjonowały tutaj jedynie parowozy. Pierwsza parada w 1991 roku została zorganizowana na zamówienie niemieckich miłośników kolei. Zainteresowanie imprezą spowodowało, że w kolejnym roku zorganizowano dwie dodatkowe parady. Szeroka publiczność mogła podziwiać zabytkowe lokomotywy w dniu 8 maja 1993 roku. Początkowo brały udział tylko parowozy z Wolsztyna. W 2003 roku spółka PKP Cargo przejęła parowozownię i zabytkowy tabor. Parowozownia była ostatnim obiektem w  Europie, gdzie parowozy wykorzystywano do prowadzenia regularnych przewozów pasażerskich. Od 1 kwietnia 2014 roku ruch planowy prowadzony przez Parowozownię Wolsztyn został zawieszony. Prowadzone są tylko pociągi turystyczne i specjalne. Od maja 2017 parowozy znów obsługują normalny ruch pasażerski. Parowozownia Wolsztyn jest jedynym miejscem na świecie gdzie parowozy normalnie obsługują ruch pasażerski.

## Parowozy
Podczas Parady Parowozów prezentowane są polskie oraz zagraniczne parowozy. Początkowo podczas pierwszych parad kursowały jedynie parowozy z tutejszej parowozowni. Pierwszy zagranicznym parowozem we Wolsztynie była niemiecka lokomotywa parowa 03 2204-0 z okazji parady parowozów w 1998 roku. Od 2005 roku uczestnikami parady są dodatkowo parowozy z Chabówki.
Lista parowozów uczestniczących w paradzie:
Parada XXVIII (2024)
| Oznaczenie    | Stacjonowanie                       | Państwo    |
| ------------- | ----------------------------------- | ---------- |
| Pt47-65       | Parowozownia Wolsztyn               | Polska     |
| Cockerill 503 | Train 1900                          | Luksemburg |
| Tubize 2069   | Stoomtrein Dendermonde Puurs        | Belgia     |
| 52 8079       | Leipziger Dampf KulTour             | Niemcy     |
| TKh 05353     | Parowozownia Wolsztyn (wypożyczona) | Polska     |
| 41 1144       | IGE Werrabahn Eisenach e. V.        | Niemcy     |
| 555.0153      | Muzeum starých strojů a technologií | Czechy     |

Parada XXVII (2023)
| Oznaczenie  | Stacjonowanie                | Panstwo    |
| ----------- | ---------------------------- | ---------- |
| Pt47-65     | Parowozownia Wolsztyn        | Polska     |
| 01 509      |                              | Niemcy     |
| 555.0153    |                              | Czechy     |
| Energie 507 | Trein 1900                   | Luksemburg |
| Tubize 2069 | Stoomtrein Dendermonde Puurs | Belgia     |

Parada XXVI (2019)
| Oznaczenie         | Stacjonowanie                              | Państwo         |
| ------------------ | ------------------------------------------ | --------------- |
| Ol49-69            | Parowozownia Wolsztyn                      | Polska          |
| Pt47-65            | Parowozownia Wolsztyn                      | Polska          |
| Ol49-59            | Parowozownia Wolsztyn                      | Polska          |
| Ty2-911            | Skansen w Chabówce                         | Polska          |
| TKt48-191          | Skansen w Chabówce                         | Polska          |
| TKt48-18           | Jaworzyna Śląska                           | Polska          |
| TKh 05353          | KSK Wrocław                                | Polska          |
| 35 1097-1          | Cottbus                                    | Niemcy          |
| 50 3648-8          | Cottbus                                    | Niemcy          |
| Beyer Peacock 1827 | Foxfield Light Railway Society Ltd. Anglia | Wielka Brytania |

Parada XXV (2018)
| Oznaczenie    | Stacjonowanie                                                      | Państwo    |
| ------------- | ------------------------------------------------------------------ | ---------- |
| Ol49-69       | Parowozownia Wolsztyn                                              | Polska     |
| Pt47-65       | Parowozownia Wolsztyn                                              | Polska     |
| Ty42-107      | Skansen w Chabówce                                                 | Polska     |
| Tkt48-191     | Skansen w Chabówce                                                 | Polska     |
| TKt48-18      | Jaworzyna Śląska                                                   | Polska     |
| Tkh 05353     | KSK Wrocław                                                        | Polska     |
| 03 2155-4     | Cottbus                                                            | Niemcy     |
| 52 8131-6     | Nossen                                                             | Niemcy     |
| Cockerill 503 | Compagnie Internationale des Ev énements sur Rail (CIER)Luksemburg | Luksemburg |

Parada XXIV (2017)
| Oznaczenie | Stacjonowanie          | Państwo |
| ---------- | ---------------------- | ------- |
| Ol49-59    | Parowozownia Wolsztyn  | Polska  |
| Pt47-65    | Parowozownia Wolsztyn  | Polska  |
| Okz32-2    | Skansen w Chabówce     | Polska  |
| Tkt48-191  | Skansen w Chabówce     | Polska  |
| Tkh 05353  | Wrocław                | Polska  |
| Tkt48-18   | Jaworzyna Śląska       | Polska  |
| 475.179    | Děčín                  | Czechy  |
| 18 201     | Lutherstadt Wittenberg | Niemcy  |
| 03 2155    | Berlin                 | Niemcy  |
| 35 1019-5  | Cottbus                | Niemcy  |

| Oznaczenie | Stacjonowanie          | Państwo |
| ---------- | ---------------------- | ------- |
| Ol49-59    | Parowozownia Wolsztyn  | Polska  |
| Pt47-65    | Parowozownia Wolsztyn  | Polska  |
| OKz32-2    | Skansen w Chabówce     | Polska  |
| TKt48-191  | Skansen w Chabówce     | Polska  |
| TKh 05353  | Wrocław                | Polska  |
| Ty42-24    | Pyskowice              | Polska  |
| TKt48-18   | Jaworzyna Śląska       | Polska  |
| 423.0145   | Jaroměř                | Czechy  |
| 534.0432   | Ołomuniec              | Czechy  |
| 18 201     | Lutherstadt Wittenberg | Niemcy  |
| 35 1019-5  | Cottbus                | Niemcy  |
| 52 8079    | Nossen                 | Niemcy  |

| Oznaczenie | Stacjonowanie         | Państwo |
| ---------- | --------------------- | ------- |
| Ol49-69    | Parowozownia Wolsztyn | Polska  |
| OKz32-2    | Skansen w Chabówce    | Polska  |
| TKh49-1    | Skansen w Chabówce    | Polska  |
| TKt48-18   | Jaworzyna Śląska      | Polska  |

| Oznaczenie | Stacjonowanie         | Państwo  |
| ---------- | --------------------- | -------- |
| Ol49-59    | Parowozownia Wolsztyn | Polska   |
| Ol49-69    | Parowozownia Wolsztyn | Polska   |
| Ty42-107   | Skansen w Chabówce    | Polska   |
| Ol12-7     | Skansen w Chabówce    | Polska   |
| TKt48-191  | Skansen w Chabówce    | Polska   |
| Ty42-24    | Skansen w Pyskowicach | Polska   |
| 475.179    | Děčín                 | Czechy   |
| 498.104    | Bratysława            | Słowacja |

| Oznaczenie | Stacjonowanie             | Państwo  |
| ---------- | ------------------------- | -------- |
| Ol49-59    | Parowozownia Wolsztyn     | Polska   |
| Ol49-69    | Parowozownia Wolsztyn     | Polska   |
| Ty42-107   | Skansen w Chabówce        | Polska   |
| TKh49-1    | Skansen w Chabówce        | Polska   |
| TKt48-191  | Skansen w Chabówce        | Polska   |
| Ol12-7     | Skansen w Chabówce        | Polska   |
| TKt48-18   | Jaworzyna Śląska          | Polska   |
| TKh 05353  | DB Schenker Rail Polska   | Polska   |
| 01 0509-8  | LDS Cottbus               | Niemcy   |
| 52 8177-9  | Traditionszug Berlin e.V. | Niemcy   |
| 23 1019    | LDS Cottbus               | Niemcy   |
| 18 201     | Bw Lutherstadt Wittenberg | Niemcy   |
| 464.008    |                           | Czechy   |
| 498.104    |                           | Słowacja |

| Oznaczenie | Stacjonowanie             | Państwo |
| ---------- | ------------------------- | ------- |
| Ol49-59    | Parowozownia Wolsztyn     | Polska  |
| Ol49-69    | Parowozownia Wolsztyn     | Polska  |
| Pm36-2     | Parowozownia Wolsztyn     | Polska  |
| TKt48-191  | Skansen w Chabówce        | Polska  |
| Ty2-911    | Skansen w Chabówce        | Polska  |
| TKt48-18   | Jaworzyna Śląska          | Polska  |
| TKh 05353  | DB Schenker Rail Polska   | Polska  |
| 01 0509-8  | LDS Cottbus               | Niemcy  |
| 52 8177-9  | Traditionszug Berlin e.V. | Niemcy  |
| 475.101    |                           | Czechy  |
| 534.0432   |                           | Czechy  |

| Oznaczenie | Stacjonowanie                       | Państwo |
| ---------- | ----------------------------------- | ------- |
| Ol49-7     | Parowozownia Wolsztyn               | Polska  |
| Ol49-59    | Parowozownia Wolsztyn               | Polska  |
| Pm36-2     | Parowozownia Wolsztyn               | Polska  |
| Pt47-65    | Parowozownia Wolsztyn               | Polska  |
| Ol12-7     | Skansen w Chabówce                  | Polska  |
| Ty2-953    | Skansen w Chabówce                  | Polska  |
| 477.043    | Železniční muzeum Lužná u Rakovníka | Czechy  |

| Oznaczenie | Stacjonowanie                          | Państwo |
| ---------- | -------------------------------------- | ------- |
| Ol49-7     | Parowozownia Wolsztyn                  | Polska  |
| Ol49-59    | Parowozownia Wolsztyn                  | Polska  |
| Pm36-2     | Parowozownia Wolsztyn                  | Polska  |
| Pt47-65    | Parowozownia Wolsztyn                  | Polska  |
| Tr5-65     | Parowozownia Wolsztyn                  | Polska  |
| Ol12-7     | Skansen w Chabówce                     | Polska  |
| TKt48-191  | Skansen w Chabówce                     | Polska  |
| Ty2-953    | Skansen w Chabówce                     | Polska  |
| 313.492    | Železniční muzeum Lužná u Rakovníka    | Czechy  |
| 242.001    | Magyar Vasúttörténeti Park (Budapeszt) | Węgry   |
| 01 509     | Pressnitztalbahn (Espenhain)           | Niemcy  |

| Oznaczenie | Stacjonowanie         | Państwo         |
| ---------- | --------------------- | --------------- |
| Ok1-359    | Parowozownia Wolsztyn | Polska          |
| Ok22-31    | Parowozownia Wolsztyn | Polska          |
| Ol49-59    | Parowozownia Wolsztyn | Polska          |
| Ol49-69    | Parowozownia Wolsztyn | Polska          |
| Pt47-65    | Parowozownia Wolsztyn | Polska          |
| Pm36-2     | Parowozownia Wolsztyn | Polska          |
| Ol12-7     | Skansen w Chabówce    | Polska          |
| TKt48-191  | Skansen w Chabówce    | Polska          |
| Ty2-953    | Skansen w Chabówce    | Polska          |
| TKt48-18   | Jaworzyna Śląska      | Polska          |
| GWR 5521   |                       | Wielka Brytania |
| 220 194    |                       | Węgry           |
| 423 041    |                       | Czechy          |
| 486 007    |                       | Słowacja        |

| Oznaczenie | Stacjonowanie             | Państwo         |
| ---------- | ------------------------- | --------------- |
| Ok22-31    | Parowozownia Wolsztyn     | Polska          |
| Ok1-359    | Parowozownia Wolsztyn     | Polska          |
| Ol49-7     | Parowozownia Wolsztyn     | Polska          |
| Ol49-59    | Parowozownia Wolsztyn     | Polska          |
| Ol49-69    | Parowozownia Wolsztyn     | Polska          |
| Pt47-112   | Parowozownia Wolsztyn     | Polska          |
| Pm36-2     | Parowozownia Wolsztyn     | Polska          |
| Tr5-65     | Parowozownia Wolsztyn     | Polska          |
| Tr12-25    | Skansen w Chabówce        | Polska          |
| Ty2-911    | Skansen w Chabówce        | Polska          |
| TKt48-18   | Jaworzyna Śląska          | Polska          |
| 18 201     | Bw Lutherstadt Wittenberg | Niemcy          |
| 03 2204-0  | LDS Cottbus               | Niemcy          |
| 03 1010    | LDS Cottbus               | Niemcy          |
| 52 8177-9  | Traditionszug Berlin e.V. | Niemcy          |
| GWR 5521   |                           | Wielka Brytania |
| 109 109    |                           | Węgry           |

| Oznaczenie | Stacjonowanie             | Państwo         |
| ---------- | ------------------------- | --------------- |
| Ok22-31    | Parowozownia Wolsztyn     | Polska          |
| Ok1-359    | Parowozownia Wolsztyn     | Polska          |
| Ol49-7     | Parowozownia Wolsztyn     | Polska          |
| Ol49-23    | Parowozownia Wolsztyn     | Polska          |
| Ol49-111   | Parowozownia Wolsztyn     | Polska          |
| Pt47-112   | Parowozownia Wolsztyn     | Polska          |
| Pm36-2     | Parowozownia Wolsztyn     | Polska          |
| Tr5-65     | Parowozownia Wolsztyn     | Polska          |
| OKz32-2    | Skansen w Chabówce        | Polska          |
| Tr12-25    | Skansen w Chabówce        | Polska          |
| Ty2-953    | Skansen w Chabówce        | Polska          |
| TKt48-18   | Jaworzyna Śląska          | Polska          |
| 18 201     | Bw Lutherstadt Wittenberg | Niemcy          |
| 423 0145   |                           | Czechy          |
| GWR 5521   |                           | Wielka Brytania |
| 109 109    |                           | Węgry           |

| Oznaczenie | Stacjonowanie             | Państwo |
| ---------- | ------------------------- | ------- |
| Ok22-31    | Parowozownia Wolsztyn     | Polska  |
| Ol49-23    | Parowozownia Wolsztyn     | Polska  |
| Ol49-111   | Parowozownia Wolsztyn     | Polska  |
| Pt47-112   | Parowozownia Wolsztyn     | Polska  |
| Pm36-2     | Parowozownia Wolsztyn     | Polska  |
| Tr5-65     | Parowozownia Wolsztyn     | Polska  |
| Ol49-7     | Skansen w Chabówce        | Polska  |
| OKz32-2    | Skansen w Chabówce        | Polska  |
| Tr12-25    | Skansen w Chabówce        | Polska  |
| Ty2-953    | Skansen w Chabówce        | Polska  |
| TKt48-18   | Jaworzyna Śląska          | Polska  |
| 03 2204-0  | LDS Cottbus               | Niemcy  |
| 35 1019-5  | LDS Cottbus               | Niemcy  |
| 52 8177-9  | Traditionszug Berlin e.V. | Niemcy  |

| Oznaczenie | Stacjonowanie             | Państwo |
| ---------- | ------------------------- | ------- |
| Ok22-31    | Parowozownia Wolsztyn     | Polska  |
| Ol49-69    | Parowozownia Wolsztyn     | Polska  |
| Ol49-7     | Parowozownia Wolsztyn     | Polska  |
| Pt47-65    | Parowozownia Wolsztyn     | Polska  |
| Pt47-112   | Parowozownia Wolsztyn     | Polska  |
| Pm36-2     | Parowozownia Wolsztyn     | Polska  |
| OKz32-2    | Skansen w Chabówce        | Polska  |
| 35 1019-5  | LDS Cottbus               | Niemcy  |
| Tr5-65     | Jaworzyna Śląska          | Polska  |
| 03 2204-0  | LDS Cottbus               | Niemcy  |
| 52 8177-9  | Traditionszug Berlin e.V. | Niemcy  |

| Oznaczenie | Stacjonowanie             | Państwo |
| ---------- | ------------------------- | ------- |
| Ol49-69    | Parowozownia Wolsztyn     | Polska  |
| Ol49-23    | Parowozownia Wolsztyn     | Polska  |
| Ol49-111   | Parowozownia Wolsztyn     | Polska  |
| Pt47-65    | Parowozownia Wolsztyn     | Polska  |
| Pm36-2     | Parowozownia Wolsztyn     | Polska  |
| 35 1019-5  | LDS Cottbus               | Niemcy  |
| Tr5-65     | Jaworzyna Śląska          | Polska  |
| 03 2204-0  | LDS Cottbus               | Niemcy  |
| 52 8177-9  | Traditionszug Berlin e.V. | Niemcy  |

| Oznaczenie | Stacjonowanie            | Państwo |
| ---------- | ------------------------ | ------- |
| Ol49-111   | Parowozownia Wolsztyn    | Polska  |
| Pt47-112   | Parowozownia Wolsztyn    | Polska  |
| Pm36-2     | Parowozownia Wolsztyn    | Polska  |
| 52 8177-9  | Traditionszug Berlin e.V | Niemcy  |
| 35 1019-5  | LDS Cottbus              | Niemcy  |
| Tr5-65     | Jaworzyna Śląska         | Polska  |
| 03 2204-0  | LDS Cottbus              | Niemcy  |

| Oznaczenie | Stacjonowanie         | Państwo |
| ---------- | --------------------- | ------- |
| Ol49-69    | Parowozownia Wolsztyn | Polska  |
| Ol49-111   | Parowozownia Wolsztyn | Polska  |
| Pm36-2     | Parowozownia Wolsztyn | Polska  |
| Ok1-359    | Parowozownia Wolsztyn | Polska  |
| Ok22-31    | Parowozownia Wolsztyn | Polska  |
| Ty45-379   | Parowozownia Wolsztyn | Polska  |
| Tr5-65     | Jaworzyna Śląska      | Polska  |
| 03 2204-0  | LDS Cottbus           | Niemcy  |

| Oznaczenie | Stacjonowanie         | Państwo |
| ---------- | --------------------- | ------- |
| Ol49-69    | Parowozownia Wolsztyn | Polska  |
| Ol49-111   | Parowozownia Wolsztyn | Polska  |
| Ty43-123   | Parowozownia Wolsztyn | Polska  |
| TKi3-87    | Parowozownia Wolsztyn | Polska  |
| Pt47-65    | Parowozownia Wolsztyn | Polska  |
| Ty3-2      | Parowozownia Wolsztyn | Polska  |
| Ty2-406    | Parowozownia Wolsztyn | Polska  |
| Ty42-148   | Parowozownia Wolsztyn | Polska  |
| Ty45-20    | Jaworzyna Śląska      | Polska  |
| 03 2204-0  | LDS Cottbus           | Niemcy  |

| Oznaczenie | Stacjonowanie         | Państwo |
| ---------- | --------------------- | ------- |
| Ok1-359    | Parowozownia Wolsztyn | Polska  |
| Ol49-100   | Skansen w Chabówce    | Polska  |
| Ol49-81    | Parowozownia Wolsztyn | Polska  |
| Ty43-123   | Parowozownia Wolsztyn | Polska  |
| TKi3-87    | Parowozownia Wolsztyn | Polska  |
| Pm36-2     | Parowozownia Wolsztyn | Polska  |
| Ty3-2      | Parowozownia Wolsztyn | Polska  |
| Ty2-406    | Parowozownia Wolsztyn | Polska  |
| Ty42-148   | Parowozownia Wolsztyn | Polska  |
| Ty51-223   | Parowozownia Wolsztyn | Polska  |
| 03 2204-0  | LDS Cottbus           | Niemcy  |

| Oznaczenie | Stacjonowanie         | Państwo |
| ---------- | --------------------- | ------- |
| Ok1-359    | Parowozownia Wolsztyn | Polska  |
| Ok22-31    | Parowozownia Wolsztyn | Polska  |
| Ol49-69    | Parowozownia Wolsztyn | Polska  |
| TKt48-143  | Parowozownia Wolsztyn | Polska  |
| TKi3-87    | Parowozownia Wolsztyn | Polska  |
| Pt47-65    | Parowozownia Wolsztyn | Polska  |
| Pm36-2     | Parowozownia Wolsztyn | Polska  |
| Ty3-2      | Parowozownia Wolsztyn | Polska  |
| Ty42-148   | Parowozownia Wolsztyn | Polska  |
| Ty51-223   | Parowozownia Wolsztyn | Polska  |

| Oznaczenie | Stacjonowanie         | Państwo |
| ---------- | --------------------- | ------- |
| Ok1-359    | Parowozownia Wolsztyn | Polska  |
| Ok22-31    | Parowozownia Wolsztyn | Polska  |
| Pt47-65    | Parowozownia Wolsztyn | Polska  |
| TKt48-143  | Parowozownia Wolsztyn | Polska  |
| Ty2-1086   | Parowozownia Wolsztyn | Polska  |
| Ty3-2      | Parowozownia Wolsztyn | Polska  |
| Ty43-143   | Parowozownia Wolsztyn | Polska  |
| Ty51-223   | Parowozownia Wolsztyn | Polska  |

| Oznaczenie | Stacjonowanie         | Państwo |
| ---------- | --------------------- | ------- |
| Ok1-359    | Parowozownia Wolsztyn | Polska  |
| Ok22-31    | Parowozownia Wolsztyn | Polska  |
| Ol49-7     | Parowozownia Wolsztyn | Polska  |
| Ol49-32    | Parowozownia Wolsztyn | Polska  |
| Ol49-81    | Parowozownia Wolsztyn | Polska  |
| Ol49-105   | Parowozownia Wolsztyn | Polska  |
| Pt47-65    | Parowozownia Wolsztyn | Polska  |
| TKt48-143  | Parowozownia Wolsztyn | Polska  |
| Ty2-406    | Parowozownia Wolsztyn | Polska  |
| Ty3-2      | Parowozownia Wolsztyn | Polska  |
| Ty42-148   | Parowozownia Wolsztyn | Polska  |
| Ty43-143   | Parowozownia Wolsztyn | Polska  |
| Ty45-379   | Parowozownia Wolsztyn | Polska  |
| Ty51-223   | Parowozownia Wolsztyn | Polska  |